# ماخطاوات سباعية الثغور
ماخطاوات سباعية الثغور (الاسم العلمي: Eptatretinae) هي أسرة من اللافكيات تتبع فصيلة الأسماك المخاطية من رتبة ماخطات الشكل.

## أجناس
- سباعي الثغور